# Островское сельское поселение (Волгоградская область)
Остро́вское се́льское поселе́ние — муниципальное образование в Даниловском районе Волгоградской области.
Административный центр — станица Островская.

## История
Островское сельское поселение образовано 22 декабря 2004 года в соответствии с Законом Волгоградской области № 1058-ОД.

## Население
| 2010  | 2012  | 2013  | 2014  | 2015  | 2016  | 2017  |
| ----- | ----- | ----- | ----- | ----- | ----- | ----- |
| 2067  | ↘2016 | ↘2005 | ↘1984 | ↘1950 | ↘1867 | ↘1829 |
| 2018  | 2019  | 2020  | 2021  |       |       |       |
| ↘1782 | ↘1735 | ↘1697 | ↘1667 |       |       |       |

## Состав сельского поселения
| № | Населённый пункт | Тип населённого пункта          | Население |
| - | ---------------- | ------------------------------- | --------- |
| 1 | Каменный         | хутор                           | 168       |
| 2 | Островская       | станица, административный центр | 1689      |
| 3 | Попов            | хутор                           | 113       |
| 4 | Тарасов          | хутор                           | 34        |
| 5 | Филин            | хутор                           | 63        |